# Niota
Niota is een plaats (city) in de Amerikaanse staat Tennessee, en valt bestuurlijk gezien onder McMinn County.

## Demografie
Bij de volkstelling in 2000 werd het aantal inwoners vastgesteld op 781.
In 2006 is het aantal inwoners door het United States Census Bureau geschat op 802, een stijging van 21 (2,7%).

## Geografie
Volgens het United States Census Bureau beslaat de plaats een oppervlakte van
5,2 km², geheel bestaande uit land. Niota ligt op ongeveer 303 m boven zeeniveau.

## Plaatsen in de nabije omgeving
De onderstaande figuur toont nabijgelegen plaatsen in een straal van 24 km rond Niota.